# 舊比利斯克戰役
舊比利斯克戰役是2022年俄罗斯入侵乌克兰后所爆发的一场战役。

## 背景
舊比利斯克位于乌克兰卢甘斯克州卢甘斯克附近，是舊比利斯克區的行政中心。艾達爾河流经市中心西部，形成了天然屏障。

## 战斗
据报道，2022年2月24日在舊比利斯克附近乌克兰与俄罗斯军队爆发初步冲突。2022年2月25日，乌克兰武装部队称其摧毁了准备渡过艾达尔河的俄罗斯军队的纵队。虽说，这一说法没有得到独立核实。
俄罗斯军队曾尝试于2月28日攻占舊比利斯克，但未能成功。3月2日，俄军一支由60多辆车组成的大型车队进入舊比利斯克，当地居民则走上街头拦截。次日，俄军再次进驻舊比利斯克。
3月6日，卢甘斯克州州长谢尔盖·盖达伊表示舊比利斯克已落入俄军之手。